# Α-亞麻酸
α-亞麻酸（α-次亞麻油酸）是有三個雙鍵的多元不飽和脂肪酸（C18H30O2），是一种ω-3必需脂肪酸。
α-亚麻酸在奇亞籽油中佔64%，在紫蘇籽油中佔60%，在亚麻籽油中佔55%，在沙棘籽油中佔32%，在大麻籽油中佔20%，在菜籽油中佔10%，在豆油中佔8%。
由于豆油中所含的α-亚麻酸的氧化会导致酸败，豆油生产中往往通过部分氢化来解决这一问题，由此产生了反式脂肪。现在大豆育种工作致力于培育低α-亚麻酸含量的品种，在无需氢化工艺下以提高炼出的大豆油稳定性。
目前市面上有许多饮料以补充α-亚麻酸为卖点。但不如在饮食中采用奇亞籽油、紫蘇油、亚麻籽油等食用油等方便快捷。但需注意omega3 含量高的油脂，不適合高溫烹調。

## 人体中的利用
虽然α-亞麻酸不能被人体直接利用，但是人体内的各种酶可以把α-亞麻酸转换为其它ω-3脂肪酸。这种转换不是十分有效率，只有百分之几的α-亞麻酸能被转换为其它ω-3脂肪酸。